# Формування та еволюція Сонячної системи

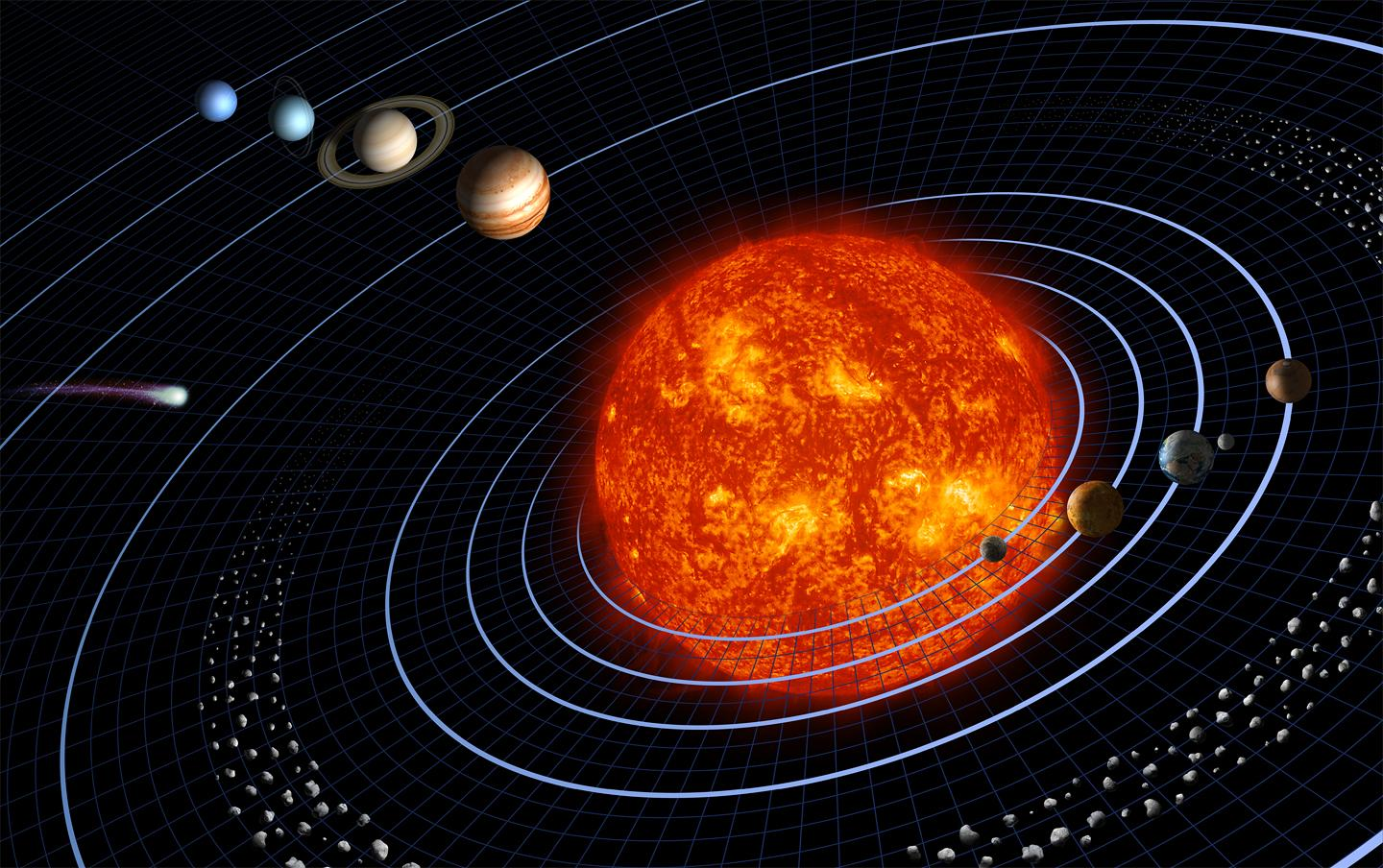
Модель сонячної системи (масштаб не збережений)

Теорії щодо формування та еволюції Сонячної системи складні й різноманітні, на перетині різних наукових дисциплін від астрономії і фізики до геології та планетології. Протягом століть було запропоновано багато теорій утворення Сонячної системи, але тільки у XVIII столітті розвиток цих теорій набув сучасної форми. З початком космічної ери з'явилися нові відомості про вигляд і структуру різних об'єктів Сонячної системи, а розвиток ядерної фізики дав можливість поглянути на процеси утворення зірок і призвів до перших теорій їх виникнення й руйнування. Відповідно до сучасних уявлень, формування Сонячної системи почалося приблизно 4,6 млрд років тому з гравітаційного колапсу невеликої частини велетенської молекулярної хмари. Більша частина її речовини виявилася в гравітаційному центрі колапсу з подальшим утворенням зорі — Сонця. Речовина, що не потрапила до складу центрального тіла, утворила протопланетний диск, з якого надалі сформувалися планети, їхні супутники, астероїди та інші малі тіла Сонячної системи.

## Історія досліджень
Про історію виникнення Сонячної системи, походження зірок, Сонця і Землі з давніх часів створювалося багато теорій.
Відкриття Ньютоном у XVII столітті закону всесвітнього тяжіння лежить в основі головних ідей перших еволюційних космогонічних гіпотез Канта, Гершеля, Лапласа. Їхній сенс полягав у поступовій зміні матерії, безперервній еволюції космічних утворень шляхом їхнього ущільнення й провідної ролі в цьому процесі сил гравітації.

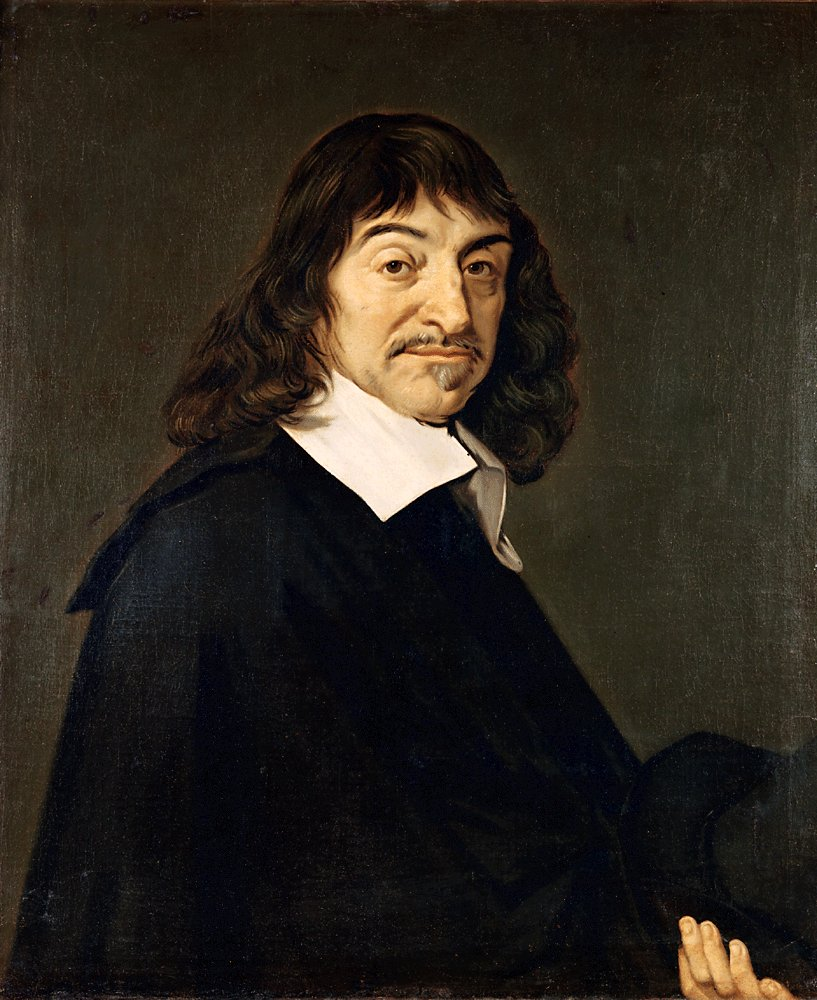
Рене Декарт

Вже у V столітті до нової ери проблемою утворення Сонячної системи цікавився Гераклід Понтійський. З найдавніших теорій походження Сонячної системи відомо вчення Рене Декарта 1644 року. Його космогонічна гіпотеза — теорія вихорів — протягом певного часу конкурувала з теорією всесвітнього тяжіння. Він вважав, що Сонце, як і інші зорі, оточене ефірною речовиною, яка розповсюджується на великі відстані у всіх напрямках. Обертаючись, Сонце спричинює обертальний рух прилеглих областей цієї речовини, потім вони, зі свого боку, передають його наступним областям, так що, нарешті, вся маса приходить в обертання. У цьому ефірному вихорі мчать навколо Сонця планети. Проте Декарт не зміг сформулювати закони планетних рухів, тому його гіпотеза не отримала подальшого розвитку. Тільки з другої половини XVIII століття пропонуються еволюційні космогонічні гіпотези такими вченими, як Бюффон, Кант, Лаплас, Рош, Мейер, Лоньер, Бікертон.

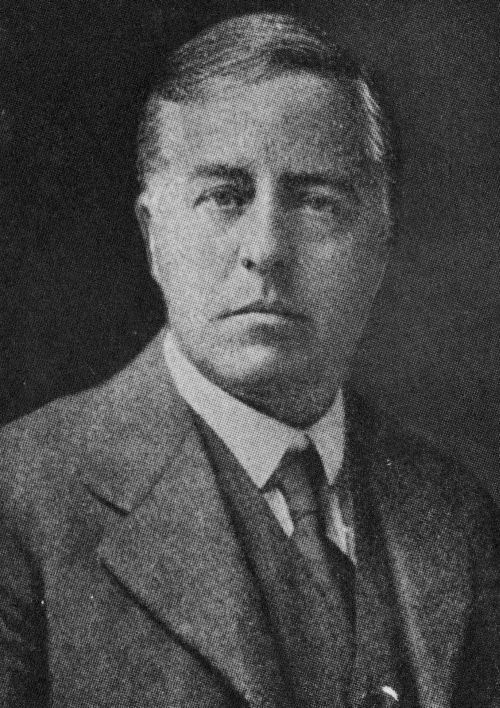
Джеймс Гопвуд Джинс

На рубежі XIX і XX століть велике поширення отримала припливна гіпотеза. Так, американці Т. Чемберлен у 1901 році й Ф. Мультон у 1905 році висунули концепцію про зустріч Сонця із зорею, що викликала припливний викид речовини Сонця, відому під назвою «теорія зустрічі» або планетезимальна гіпотеза. Відповідно до неї Сонце спочатку являло собою поодиноку зорю — первинне Сонце. Пізніше під дією сил тяжіння якоїсь великої зорі, що проходила поруч, частина його речовини відокремилась від нього. Потім розсіяна речовина консолідувалося в планетезималі. Речовина, обертаючись навколо Сонця, мабуть, концентрувалася в декількох точках, утворивши планети.

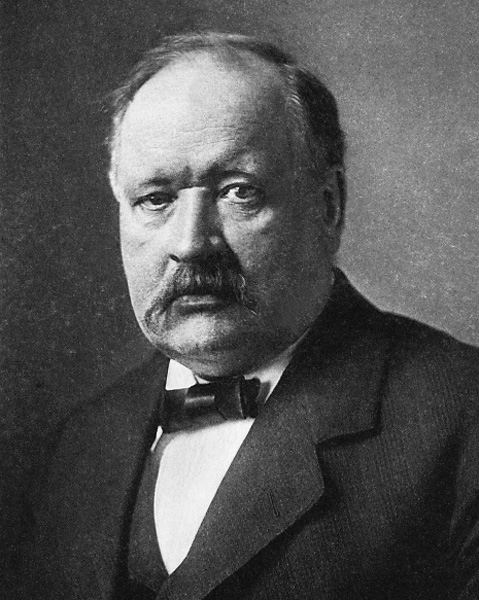
Сванте Август Арреніус

Перший вчений, який після Лапласа розглядав планети як результат утворення зорі (Сонця), був Бікерланд. У 1912 році Бікерланд на основі дискретності орбіт супутників Сонця припустив, що іони, викинуті Сонцем, утворили кільця в магнітному полі Сонця. Враховуючи особливості розподілу моментів кількості руху в Сонячній системі, Г. Арреніус в 1913 році висунув теорію про пряме зіткнення Сонця із зорею, в результаті якого залишилися Сонце і довге волокно, яке обертаючись, розпалося на частини і поклало початок планетам. В основу своєї концепції вчений поклав знову-таки випадковий чинник, що не враховує закономірності, що простежуються в будові сонячної системи. Схожою на теорію Арреніуса була проголошена в 1916 році Джеффрісом ідея про ковзне зіткнення Сонця із зорею, що призвело до утворення довгого волокна, яке розпалося на частини.
У 1916 році була висунута популярна свого часу теорія Джеймса Джинса — англійського фізика, який вивчав склад газів. Він вважав розміри й масу Сонця постійними незмінними величинами, так само як і сили його обертання. Його ідея полягала в частковій участі Сонця у формуванні системи планет під дією двох обертових зірок: Сонця і його «випадкової» сусідки. Отже, за теорією Чемберлена — Мультона, Джинс припускав зустріч первинного Сонця і якоїсь зорі. Однак в іншому його пояснення істотно відрізняються від положення Чемберлена і Мультона. За Джинсом найпотужніше відділення речовини під час проходження зірки біля Сонця мало відбутися у напрямку лінії найкоротшої відстані між двома тілами. Далі речовина, що відокремилося від сонячної атмосфери, мала утворити масу сигароподібної форми зі значним зосередженням матеріалу в центральній частині. Найвіддаленіша від Сонця частина маси, що складалася головним чином із зовнішньої речовини Сонця, повинна була мати малу густину, у той час як ближня до Сонця частина переважно складалася з речовини, що добута з глибших зон Сонця, і повинна була мати вищу густину. Передбачалося, що пізніше сигароподібна маса розділилася на дрібніші маси, що сконденсувалися й утворили відповідні планети. Так гіпотетично пояснюється приуроченість до середньої частини системи двох найбільших планет — Юпітера й Сатурна, а також і вища густина речовини внутрішніх планет у порівнянні з зовнішніми. У цій своїй здогадці Джинс інтуїтивно передбачив роль сонячних зон зоряної трансформації, що переміщуються вглиб зірки і за послідовного скидання оболонок дають щільнішу речовину для формування планет. Джинс також був дуже близький до вирішення проблеми про перетікання речовини в системі тісної подвійної зірки, що не є випадковим утворенням.
Гіпотеза Джинса була дещо видозмінена Джеффрісом, який дав геофізичне та геохімічне обґрунтування уявлень про проходження всіх планет у минулому через рідинну стадію розвитку. Одним із критиків гіпотези Джинса і Джеффріса був Рессел (1935 рік), який стверджував, що концепція Джинса не може пояснити наявних розмірів Сонячної системи й, особливо, кутову швидкість Сонця.

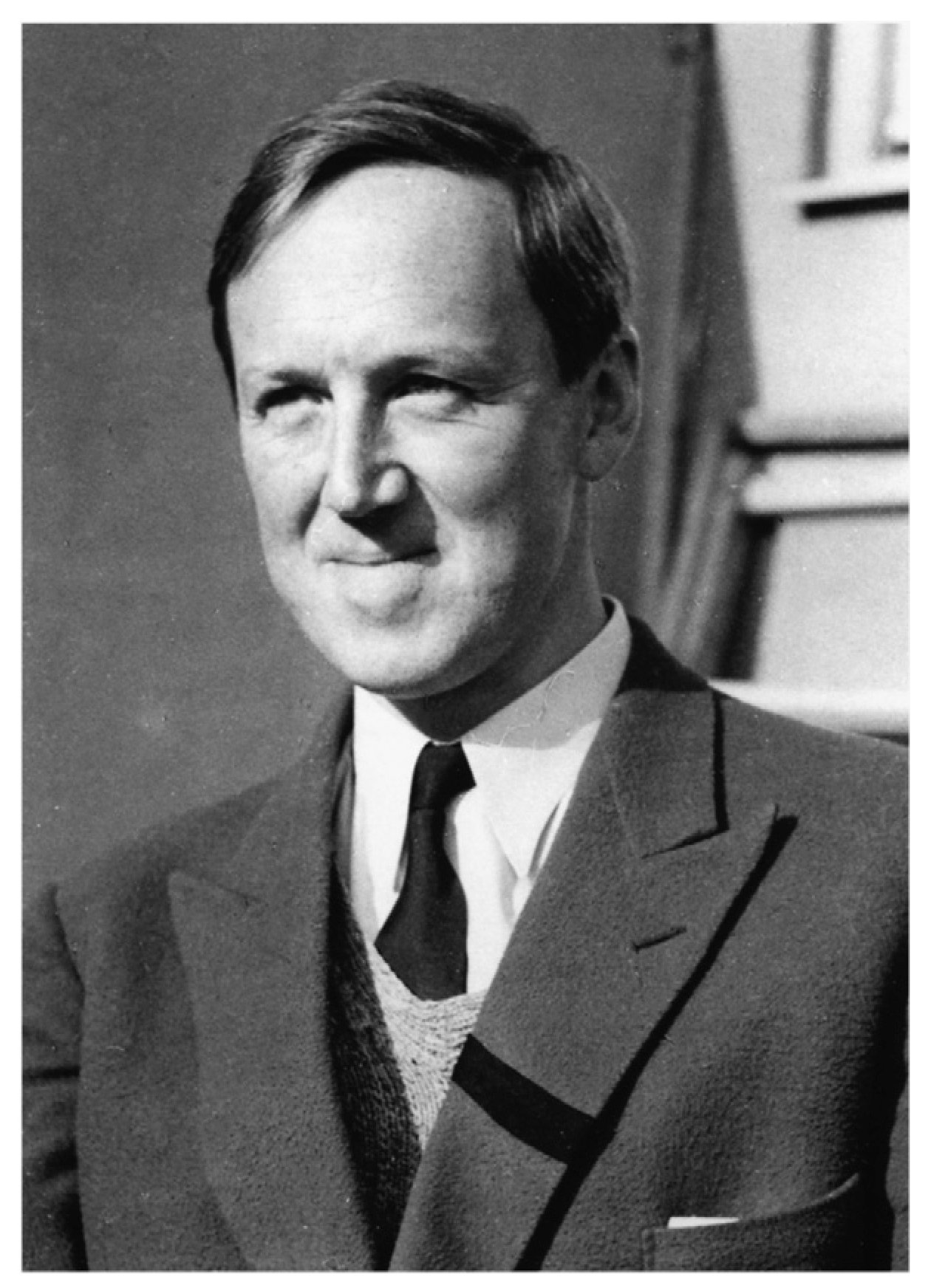
Ганнес Альфвен

У 1942 році Г. Альфвен висловив гіпотезу, згідно з якою Сонце наштовхнулося на міжзоряну хмару газу, атоми якого, падаючи на Сонце, іонізувались і стали рухатися по орбітах, що відповідають магнітному полю Сонця. Іонізовані атоми рухалися вздовж ліній магнітного поля Сонця і надходили в певні місця рівноваги екваторіальної площини. У тому випадку, коли атоми відчували прискорення в бік Сонця з певними швидкостями та іонізовані на певних відстанях від Сонця, математичний розрахунок показав, що кінцевий розподіл щільності іонів повинен відповідати розташуванню зовнішніх планет. Теорія Альвена цікава, але вважається, що вона не може пояснити виникнення внутрішніх планет. Крім того, можливість зустрічі Сонця з газовою хмарою розглядається як малоймовірна

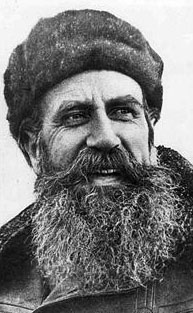
Отто Шмідт

Як продовження гіпотези Альвена в 1943 році радянський математик і фізик О. Шмідт висунув «метеоритну теорію». Відповідно до цієї широко відомої теорії Сонце зустріло й захопило космічну туманність міжзоряних частинок, з яких у результаті зіткнень утворилися планети. Він виходив із передумов двох невирішених питань: «де ж знайшлася у Сонця сила, щоб так далеко відкинути майбутню Землю, і де ця зірка, що проходила повз?». І це питання Шмідт ставив не випадково. Він ніяк не припускав, що цією зіркою був двійник Сонця, нині згаслий і тому не проявляє властивостей зірки. Дотримуючись теорій Канта, Шмідт узяв за основу нескінченні скупчення холодного космічного пилу, який утворював безформні згустки газопилових речовин. Кожен згусток поступово зростав, вбираючи в себе інші уламки і маленькі частинки з міжзоряної туманності, що падали на його поверхню. Шмідт вважав, що лише пізніше почалося коливання й обертання Землі, а також частковий розігрів і розплавлення гірських порід завдяки розпаду радіоактивних елементів. Цікаво, що радіоактивному розпаду елементів Шмідт приписав певну роль у походженні планети, але не приділив ніякої уваги ядерному синтезу її речовини, тобто розглядав якісний склад космічних тіл, які цілком утворилися, а не в поступовому розвитку.
Отже, за Шмідтом планети народилися не з самого Сонця, в чому він мав рацію тільки частково. За наявності високого рівня математичного обґрунтування космогонічна теорія Шмідта повністю оминає питання якісного розвитку матерії.
Думка вчених знову повернулася до ідеї подвійної зорі Сонця, коли Фред Гойл у 1944 році припустив, що другий компонент подвійної зорі став надновою, яка скинула газову оболонку і припинила існування. Хойл створив теорію походження Сонячної системи, з огляду на уявлення Літтлтона про подвійну зірку. За Хойлом Сонце належало до групи подвійних зір, причому друга зоря, ймовірно, була більшою за Сонце. Маса другої зорі була настільки велика, що високе споживання водню, яке є джерелом енергії зір, призвело до виснаження його запасів за дуже короткий проміжок часу. У результаті для збереження внутрішньої рівноваги тіла і випромінюваної енергії велика зоря почала стискатися. Скорочення зорі викликало підвищення її внутрішньої температури і швидкості обертання, поки нарешті не було досягнуто стану такої нестійкості, за якого стався вибух за типом наднової. У результаті такого вибуху зоря мала би швидко зруйнуватися, вивергаючи свою речовину. За високих температурах, що виникли, гелій у центральній частині зони вибуху повинен був перетворитися у важчі елементи.
У будь-якому випадку в результаті вибуху наднової зорі виник колосальний газовий об'єм або пилова хмара, яка повинна було залишитися близько Сонця, утворивши мантію. Ця хмара повинна була поступово охолоджуватися, внаслідок чого відбувалася конденсація, і частки пилу концентрувалися на місці сучасних планет. Помилка Хойла та інших дослідників була в тому, що вони вважали, що Сонце — це «постійна» зоря, яка має бути вічною.
Серед 20 найвидатніших дослідників космосу повністю заперечували роль Сонця в утворенні Сонячної системи: Декарт, Кант, Шмідт, частково заперечували роль Сонця Альфвен і Уіппл. Припускали формування Сонячної системи тільки шляхом еволюції Сонця: Лаплас, Бікерланд, Берлаге, Фесенков, Вейцзекер, Койпер. Багато хто був не таким далеким від істини, припускаючи тісну взаємодія Сонця з іншою зорею: це Арреніус, Чемберлен, Мультона, Бікертон, Джеффріс, Рессел, Хойл.

## Початкова стадія

### Зоряна туманність
Сучасну загальноприйняту гіпотезу («теорія туманності») щодо формування Сонячної системи першим запропонував Еммануїл Сведенборг у 1734 році. В 1755 році Іммануїл Кант, який був знайомий з роботами Сведенборга, цю теорію доповнив та доробив. Незалежно від них аналогічна теорія була запропонована П'єром-Симоном Лапласом у 1796 році.
Відповідно до цієї теорії Сонячна система почала формуватися близько 10 млрд років тому й остаточно сформувалась 4,6 млрд років тому завдяки гравітаційному стисканню велетенської молекулярної хмари. Ця початкова хмара була завдовжки приблизно 20 парсек, тобто 65 світлових років, і брала участь у формуванні кількох зір. Хоча спочатку цей процес вважали таким, що не супроводжувався великими викидами енергії, останні дослідження давніх метеоритів виявили в них сліди елементів, які формуються тільки всередині дуже великих зір, що вибухають. Це дозволяє зробити висновок, що Сонце було сформоване серед кількох сусідніх наднових. Ударна хвиля від цих наднових запустила процес формування Сонця шляхом утворення областей високої густини в молекулярній туманності, провокуючи речовину в цих місцях до подальшого стискання.

### Протозоря

Схематичне зображення колапсу газопилової хмари та утворення протозорі

Газопилова хмара у зоряній туманності не може бути повністю однорідною: у ній є невеликі флуктуації густини. Підвищення густини у хмарі може статися через різноманітні причини. Здебільшого його зумовлює ударна хвиля, яка виникає через зіткнення окремих хмар, спалаху наднової неподалік чи ж потрапляння хмари до спірального рукава галактики. Ці фрагменти мають розмір 1–5 парсек. За певних умов кожен фрагмент стає центром зореутворення. Стадія перетворення фрагмента газопилової хмари у зорю головної послідовності називається протозорею. За підрахунками вчених у стадії протозорі Сонце перебувало приблизно 30 млн років. Дослідження найстаріших метеоритів показало, що формування Сонця у протозорю почалося 4,568 млрд років тому.

Структура протозорі:
1. Оптично прозора газова оболонка у вільному падінні.
2. Несправжня фотосфера, що випромінює переважно в інфрачервоному діапазоні.
3. Непрозора пилогазова оболонка («кокон»).
4. Фронт ударної хвилі.
5. Гідростатично рівноважне ядро.

У процесі формування Сонця з газопилової хмари у протозорю виділяють три основні етапи:
1. Ізотермічний колапс та формування компактного ядра.
2. Акреція протяжної оболонки на сформоване ядро.
3. Повільне стискання ядра після завершення акреції.

На початку процесу формування протозорі пилові частинки та молекули газу падають до центру фрагмента хмари, потенціальна енергія гравітації переходить у кінетичну, а кінетична внаслідок зіткнень частинок у теплову. Таким чином, значна частина гравітаційної енергії стискання витрачається на нагрівання речовини. Газ і пилинки швидко трансформують цю енергію в інфрачервоне випромінювання, яке вільно залишає газопиловий комплекс. Тому протозорі є потужними джерелами інфрачервоного випромінювання.
У процесі формування ядра зі значно більшою густиною, ніж у навколишній хмарі, протозоря стає непрозорою для власного інфрачервоного випромінювання і температура її надр починає стрімко зростати. Енергія від центральних до зовнішніх зон переноситься шляхом конвекції.
Коли температура ядра досягає кількох мільйонів кельвінів, включаються перші термоядерні реакції «вигорання» літію, берилію, бору. Але газового тиску за таких температур недостатньо для припинення стискання. І тільки через десятки мільйонів років для майбутнього Сонця, коли температура в центрі в процесі стискання досягає приблизно 10 млн. К, починаються термоядерні реакції перетворення водню на гелій з виділенням величезної кількості енергії. Відтепер сила газового тиску, що підтримується високою температурою, зрівноважує сили гравітації, і стискання припиняється. Протозоря досягає стану гравітаційної рівноваги і перетворюється на молоду зорю, яка відповідно до своєї маси і світності займає певне місце на головній послідовності діаграми спектр — світність.

## Подальша еволюція
Раніше вважалося, що всі планети сформувалися приблизно на орбітах, де перебувають зараз. Проте наприкінці XX — на початку XXI століття ця точка зору радикально змінилася. Зараз вважається, що на початку свого існування Сонячна система була набагато компактніша за розміром, ніж зараз, пояс Койпера був набагато ближчим до Сонця, а у внутрішній Сонячній системі крім тих небесних тіл, що дожили до нинішнього часу, існували і інші об'єкти за розміром не менші за Меркурій.

### Формування планет
Сучасні дані спостережень фізико-хімічного складу планет і кометно-астероїдних компонентів дозволяють запропонувати наступний найімовірніший сценарій їх утворення в процесі формування Сонця і самої Сонячної системи.

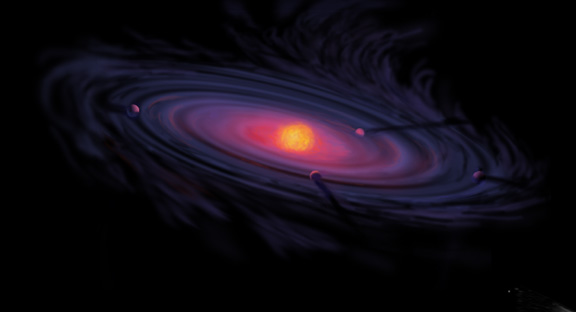
Протопланетний диск у період формування планет

Численні розрахунки і комп'ютерні експерименти дозволяють зробити висновок про те, що на фазі формування ядра протозорі зовнішні області газопилової хмари мають складну багатофазову структуру.
Насамперед, в області ядра виникла зона акреції навколишньої речовини на центральне утворення, що призвело до збільшення його маси. Виділена в результаті стиснення ядра енергія сформувала область сильної іонізації, що розширювалася до периферії хмари. Під дією випромінювання речовина «видулася» до периферії і зібралася в щільну оболонку — пиловий кокон, що простягся аж до зовнішньої межі хмари. Відносно слабке обертання протозоряної хмари на початку стиснення у міру формування щільної центральної зони пришвидшилось і призвело до сплющення всієї системи в тороїдальне утворення.

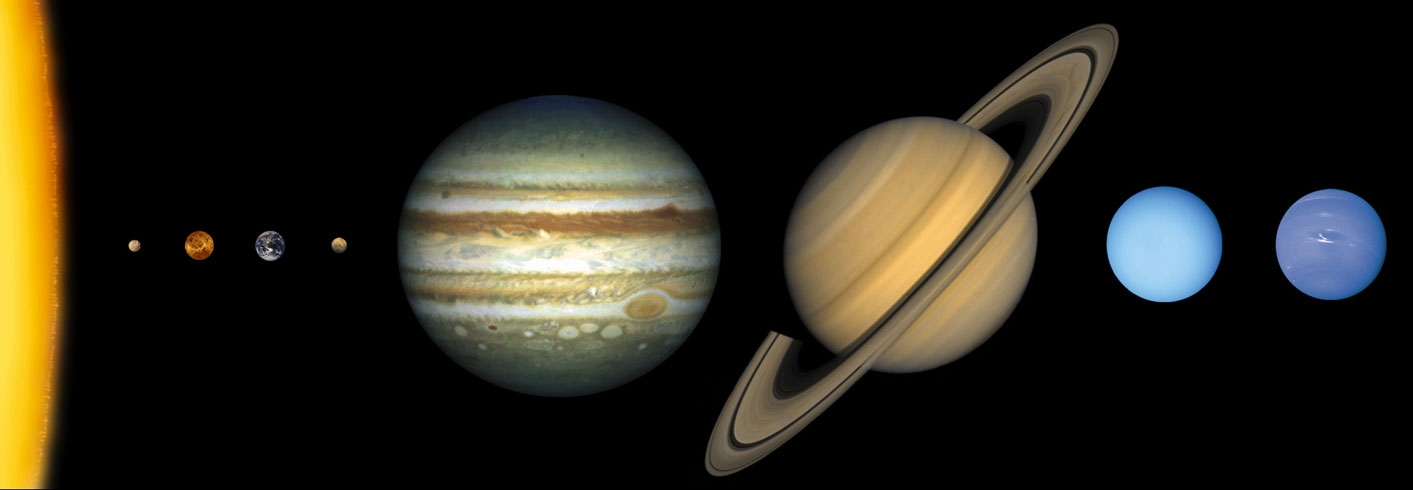
Планети Сонячної системи (масштаб не збережений)

Комп'ютерне моделювання дозволяє виділити кілька характерних етапів цього процесу. На першій фазі баланс між гравітацією, тиском і обертанням речовини призвів до утворення спочатку товстого, а потім все тоншого диску. Далі в диску відбулася фрагментація речовини на згустки пилу. Через приблизно мільйон років пилові згустки злипаються в компактні тіла астероїдних розмірів з близьким до них фізико-хімічним складом. Після цього приблизно ще 100 млн років рій астероїдів відчував інтенсивне перемішування, що супроводжувався дробленням більших об'єктів і об'єднанням (злипанням) дрібних. На цій фазі, власне, і формуються зародки планет земної групи — Меркурія, Венери, Марса і Землі. Потім приблизно ще за 200 млн років сформувалися планети групи Юпітера, увібравши в себе газ, що не увійшов до менш масивних планет земної групи. І, нарешті, ще через 1 млрд років утворюються найвіддаленіші від Сонця об'єкти — Нептун і Плутон, завершивши процес формування сонячної системи.
З цього сценарію стає зрозуміло, що астероїди і комети — це залишки рою протопланетних тіл, причому астероїди — це кам'янисті утворення внутрішньої зони, що породила планети земної групи, а комети — це кам'яно-крижані утворення, генетично пов'язані з зоною планет-гігантів. Але найпримітніше, що в процесі формування планет групи Юпітера планети-гіганти Юпітер і Сатурн виконали роль своєрідних «чистильників» сонячної системи, своїм гравітаційним полем викинувши малі протопланетні згустки на далеку периферію сонячної системи. Таким чином, сонячна система виявилася оточена роєм кам'яно-крижаних тіл, що простирається на відстані від 20 000 до 200 000 радіусів орбіт Землі навколо Сонця.

### Планети земного типу

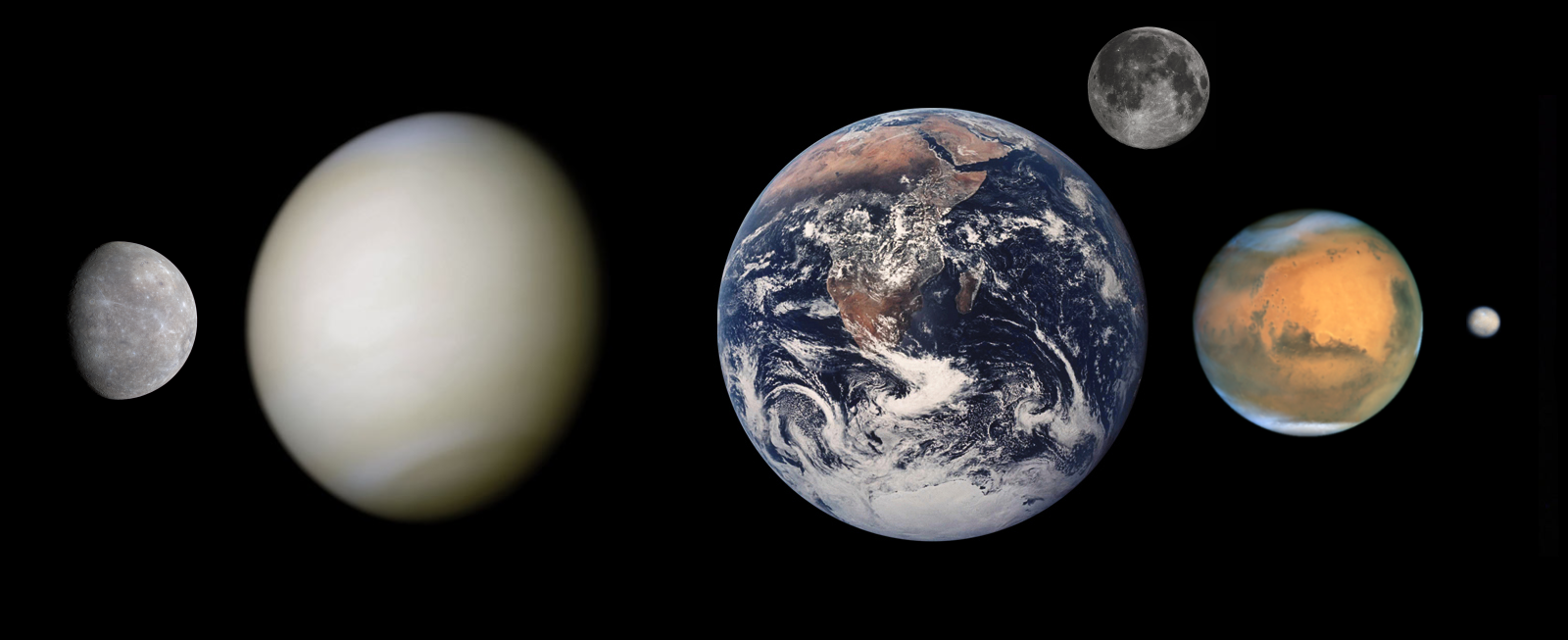
Планети земної групи

Чотири планети земної групи — Меркурій, Венера, Земля і Марс — в основному складаються з речовин з високою температурою кипіння, таких як залізо та силікатні породи. Це свідчить про те, що сформувалися вони всередині лінії льоду та помітно не мігрували. На таких відстанях від зорі зародки планет можуть вирости в газовому диску до 0,1 земної маси, тобто не більше за Меркурій. Для подальшого зростання потрібно, щоб орбіти зародків перетиналися, тоді вони будуть стикатися і зливатися. Умови для цього виникають після випаровування газу з диску: під дією взаємних збурень протягом декількох мільйонів років орбіти зародків витягуються в еліпси і починають перетинатися. На початку формування Сонячної системи (біля 10–30 млн років після сформування Сонця) у її внутрішній частині було 50–100 таких планетезималей.
Набагато важче пояснити, як система знову стабілізувала себе і як планети земної групи виявилися на їхніх нинішніх майже кругових орбітах. Невелика кількість залишкового газу могло б це забезпечити, але такий газ повинен був запобігти початковому «розбовтуванню» орбіт зародків. Можливо, коли планети вже майже сформувалися, залишився ще пристойний рій планетозималей. Протягом наступних 100 млн років планети змітали частину з цих планетезималей, а ті, що залишилися, відхилились у бік Сонця. Планети передали свій безладний рух приреченим планетезималям і переходили на кругові або майже кругові орбіти.

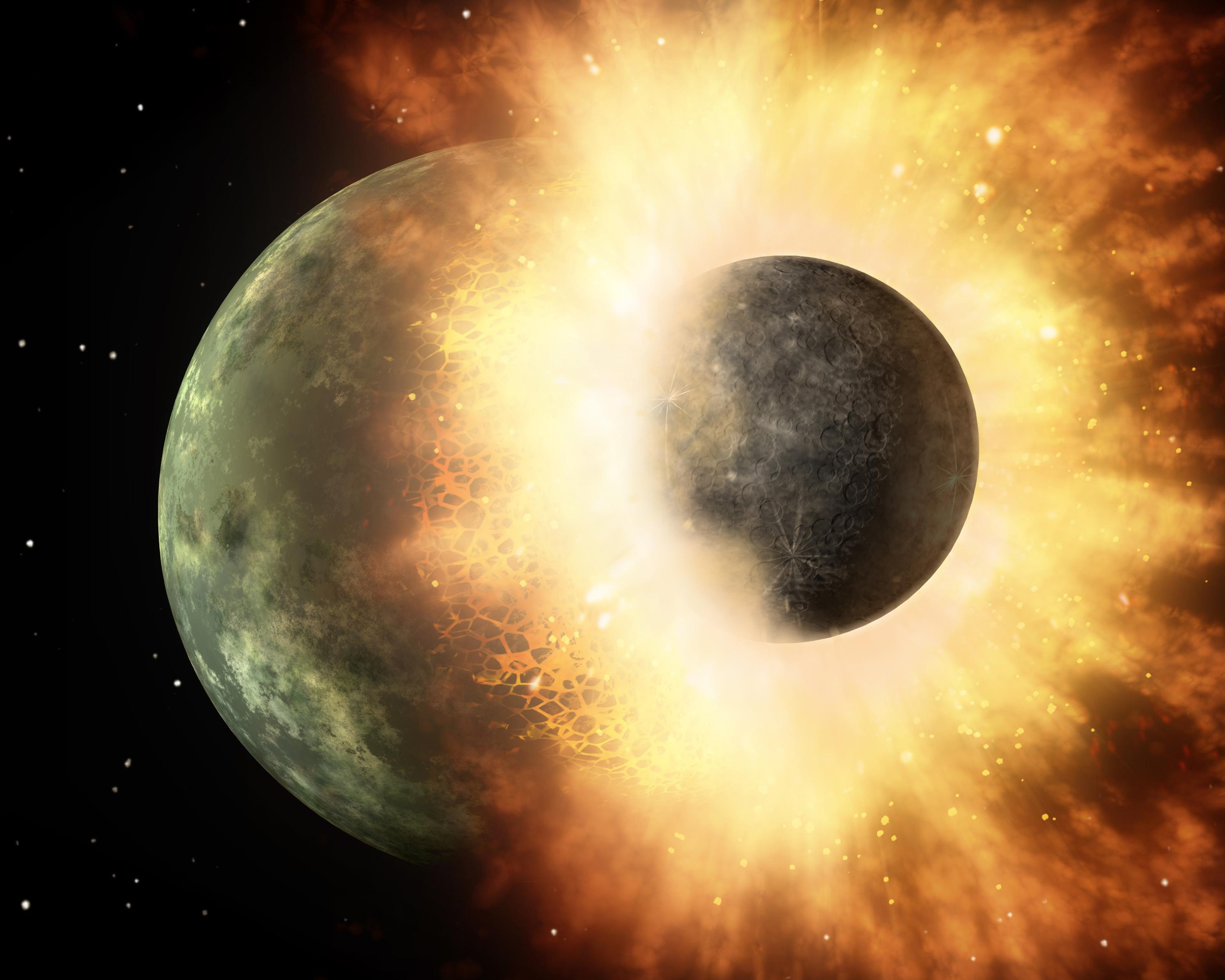
Зіткнення Прото-Землі із планетезималлю, що породило Місяць

Відповідно до іншої ідеї тривалий вплив гравітації Юпітера викликав міграцію планет земної групи, пересуваючи їх на ділянки зі свіжою речовиною. Цей вплив мав бути сильнішим на резонансних орбітах, які поступово зсувалися всередину в міру опускання Юпітера до його сучасної орбіти. Радіоізотопні вимірювання вказують, що астероїди сформувалися першими (через 4 млн років після утворення Сонця), потім Марс (через 10 млн років), а пізніше — Земля (через 50 млн років). Якби дія Юпітера не зустріла перешкод, то зрушила б всі планети земної групи до орбіти Меркурія. Їм вдалося уникнути такої сумної долі тому, ймовірно, що вони вже стали занадто масивними, та Юпітер не зміг їх сильно зрушити, а можливо, що сильні удари викинули їх із зони дії Юпітера.
Багато планетологів не вважають роль Юпітера вирішальною у формуванні твердих планет. Більшість сонцеподібних зір позбавлене планет типу Юпітера, але навколо них є пилові диски. Отже там є планетезималі і зародки планет, з яких можуть сформуватися об'єкти типу Землі. Основне питання, на яке повинні відповісти спостерігачі в найближче десятиліття, — в скількох системах є землі, але немає юпітерів.
Найважливішою епохою для Землі став період між 30 і 100 млн років після формування Сонця, коли зародок розміром із Марс (гіпотетична планета Тейя) врізався в прото-Землю і породив велетенську кількість уламків, з яких сформувався Місяць. Цей сильний удар повинен був зірвати первинну атмосферу Землі. Її сучасна атмосфера в основному виникла з газу, укладеного в планетезималь. Цей газ вийшов назовні під час виверження вулканів. В результаті іншого зіткнення Меркурій позбувся більшої частини своєї мантії, за даними досліджень його ядро зараз займає 25 % від загального об'єму.

### Пояс астероїдів
Головни́й пояс астероїдів — це сукупність астероїдів, розташованих між орбітами Марса та Юпітера. Складається приблизно з 580 000 астероїдів. Ширина поясу — від 100 до 300 млн км. У ньому є порожнини, в яких астероїдів майже нема. Вони мають назву проміжків Кірквуда та утворилися через гравітаційну дію Юпітера.

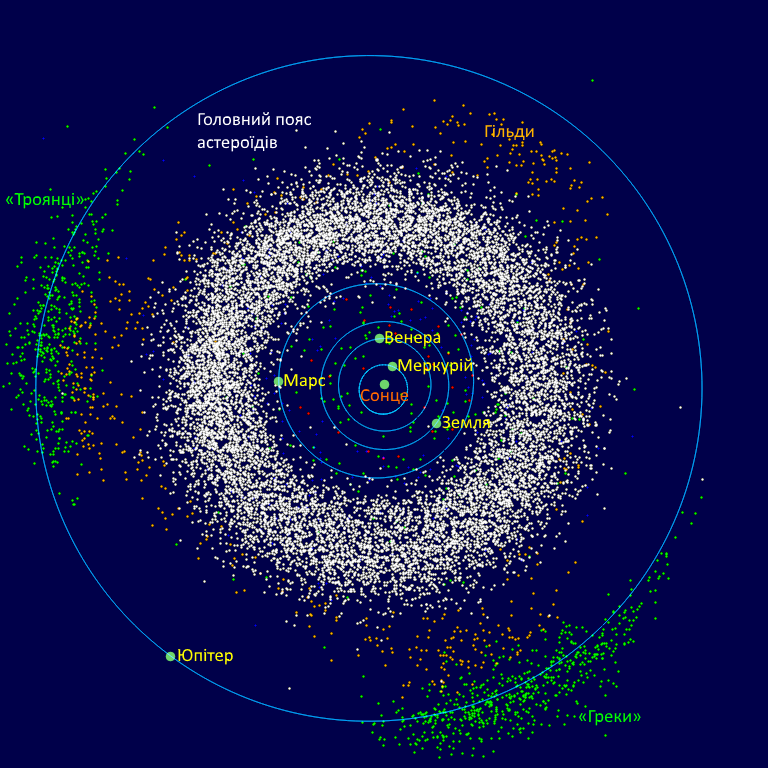
Головний пояс астероїдів (зображено біло-сірим) розташований між орбітами Марса і Юпітера.

Багато суперечок викликало пояснення утворення поясу астероїдів. Спочатку астрономи вважали, що пояс астероїдів утворився в результаті руйнування планети, яку розірвала гравітація Юпітера. Ця планета отримала назву Фаетон на честь міфічного юнака, який не втримав колісницю бога сонця й загинув. Таку гіпотезу вперше висунуто у 1802 році німецьким вченим Г. Ольберсом. Однак пізніші дослідження спростовують цю гіпотезу. Аргументами проти є дуже велика кількість енергії, необхідної для руйнування цілої планети, вкрай мала сумарна маса всіх астероїдів головного поясу, яка становить лише 4 % маси Місяця і практична неможливість формування великого об'єкта типу планети в області Сонячної системи, що відчуває сильні гравітаційні збурення від Юпітера. Істотні відмінності хімічного складу астероїдів також виключають можливість їх походження з одного тіла. Швидше за все, пояс астероїдів є не зруйнованою планетою, а планетою, яка так і не змогла сформуватися через гравітаційний вплив Юпітера і, меншою мірою, інших планет-гігантів.
В цілому формування астероїдів Сонячної системи близьке до процесу формування планет згідно з небулярною гіпотезею. Протягом перших декількох мільйонів років історії Сонячної системи, внаслідок турбулентних і інших нестаціонарних явищ, в результаті злипання за взаємних зіткнень дрібних частинок замерзлого газу і пилу, виникали згустки речовини. Взаємні зіткнення, поряд із зростаючою в міру збільшення їхніх розмірів і маси гравітаційною взаємодією, викликали збільшення швидкості росту згустків. Потім згустки речовини притягували навколишні пил і газ, а також інші згустки.
Зі збільшенням відстані від Сонця зменшувалася середня температура газопилової речовини, і, відповідно, змінювався загальний хімічний склад. Кільцева зона протопланетного диска, з якого згодом сформувався головний пояс астероїдів, виявилася поблизу кордону конденсації летких з'єднань, зокрема, водяної пари. Саме в цьому криється причина утворення в цьому місці поясу астероїдів замість повноцінної планети. Близькість цієї межі привела до швидкого зростання зародка Юпітера, який перебував поруч і став центром акумуляції водню, азоту, вуглецю і їхніх сполук, що залишали розігрітішу центральну частину Сонячної системи.
Потужні гравітаційні збурення з боку швидко зростаючого зародка Юпітера перешкодили утворенню в поясі астероїдів досить великого протопланетного тіла. Процес акумуляції речовини там зупинився в той момент, коли встигли сформуватися тільки кілька десятків планетезималей допланетного розміру (близько 500—1000 км), які потім почали дробитися за зіткнень внаслідок швидкого зростання їхніх відносних швидкостей (від 0,1 до 5 км/с). Причина цього зростання криється в орбітальних резонансах, а саме, в щілинах Кірквуда, відповідних орбітах, періоди обертання на яких співвідносяться з періодом обертання Юпітера як цілі числа (4:1, 3:1, 5:2).
На таких орбітах зближення з Юпітером відбувається найчастіше і його гравітаційний вплив максимальний, тому астероїди там практично відсутні. Між орбітами Марса і Юпітера лежить кілька зон таких резонансів, більш-менш сильних. На певному етапі свого формування Юпітер почав мігрувати у внутрішню частину Сонячної системи, в результаті ці резонанси прокотилися по всьому поясу, вносячи збурення в орбіти астероїдів і збільшуючи швидкість їхнього руху. За цього протоастероїди відчували численні зіткнення, причому не тільки між собою, а й з тілами, що вторгалися в пояс астероїдів із зон Юпітера, Сатурна і далекої периферії Сонячної системи. До цього поступове зростання батьківських тіл астероїдів було можливим завдяки їхнім невеликим відносними швидкостями (до 0,5 км/с), коли зіткнення об'єктів закінчувалися об'єднанням, а не дробленням. Збільшення ж потоку тіл, що вкидалися в пояс астероїдів Юпітером і Сатурном, призвело до того, що відносні швидкості батьківських тіл астероїдів значно зросли (до 3–5 км/с) і стали хаотичнішими, що зробило процес подальшого укрупнення тіл неможливим. Процес акумуляції батьківських тіл астероїдів змінився процесом їх фрагментації за взаємних зіткнень і можливість формування великої планети на цій відстані від Сонця назавжди зникла.
Припускається, що в результаті гравітаційних збурень велика частина матеріалу головного пояса була розсіяна протягом перших двох мільйонів років з моменту його утворення, залишивши менше 0,1 % речовини від початкової маси, якої, згідно з результатами комп'ютерного моделювання, могло вистачити для утворення планети з масою Землі. Цілком можливо, що деякі з цих астероїдів могли зберегтися в поясі Койпера або серед крижаних тіл хмари Оорта, але значна частина, ймовірно, була просто викинута за межі Сонячної системи.

### Планетна міграція. Формування поясу Койпера та хмари Оорта
Якщо слідувати небулярній гіпотезі, то довгий час в неї була одна невідповідність: дві зовнішні планети Сонячної системи — Уран і Нептун — знаходяться в «неправильному» місці. Ці «крижані гіганти» Сонячної системи розташовуються в області, де знижена щільність речовини і тривалі орбітальні періоди робили формування таких планет малоймовірною подією. Ця загадка довгий час турбувала дослідників. Лише у 2005 році колектив учених у складі Р. Гомеса, Х. Левісона, А. Морбіделлі і К. Циганіса розробили модель Ніцци. Ця теорія пояснює утворення поясу Койпера, хмари Оорта та дивні орбіти Урана та Нептуна внаслідок так званої планетної міграції.

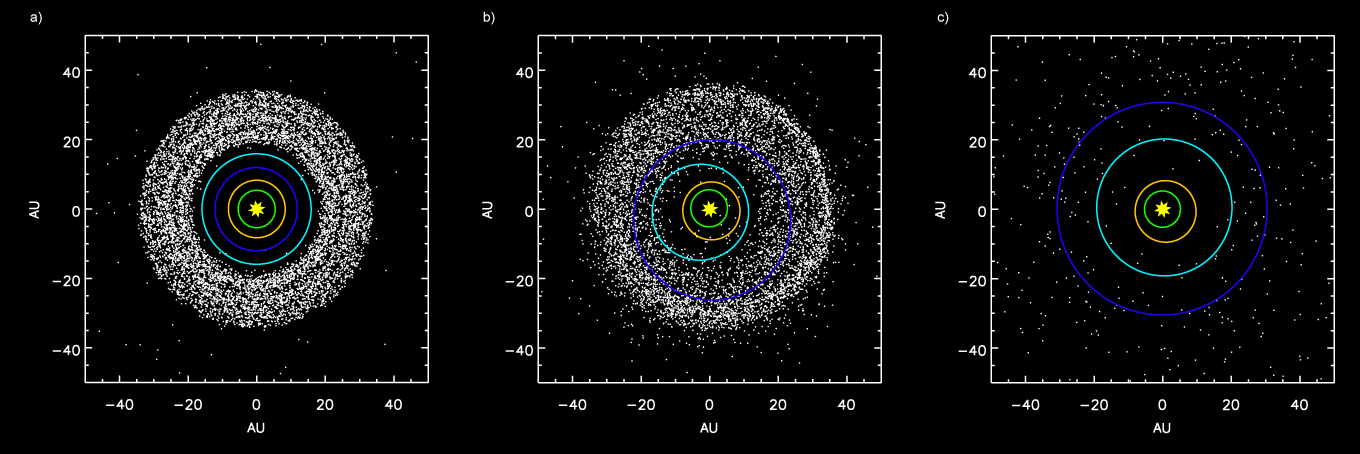
Симуляція, що показує розташування зовнішніх планет і пояса Койпера: a) Перед орбітальним резонансом 2:1 Юпітера і Сатурна b) Розкидання об'єктів стародавнього пояса Койпера по Сонячній системі після зсуву орбіти Нептуна c) Після викидання Юпітером об'єктів пояса Койпера за межі системи

Планетна міграція в змозі пояснити існування і властивості зовнішніх регіонів Сонячної системи. За Нептуном Сонячна система містить пояс Койпера, розсіяний диск і хмару Оорта, що представляють собою розсіяні скупчення маленьких крижаних тіл і дають початок більшості спостережуваних в Сонячній системі комет. Зараз пояс Койпера розташовується на відстані 30–55 а.о. від Сонця, розсіяний диск починається в 100 а.о. від Сонця, а хмара Оорта — в 50 000 а.о. від центрального світила. Однак в минулому пояс Койпера був набагато щільнішим і ближчим до Сонця. Його зовнішній край перебував приблизно в 30 а.о. від Сонця, в той час як його внутрішній край розташовувався безпосередньо за орбітами Урана і Нептуна, які в свою чергу були також ближче до Сонця (приблизно 15–20 а.о.) і, крім того, розташовувалися в протилежному порядку: Уран був далі від Сонця ніж Нептун.
Після формування Сонячної системи орбіти всіх планет-гігантів продовжували повільно змінюватися під впливом взаємодій з великою кількістю планетозималей, що залишились. Через 500—600 мільйонів років (4 мільярди років тому) Юпітер і Сатурн увійшли в орбітальний резонанс 2:1. Цей резонанс створив гравітаційний тиск на зовнішні планети, внаслідок чого Нептун вирвався за межі орбіти Урана і врізався в древній пояс Койпера. З цієї ж причини планети стали відкидати навколишні крижані планетозималі всередину Сонячної системи, в той час як самі стали віддалятися зовні. Цей процес тривав аналогічним чином: під дією резонансу планетозималі викидалися всередину системи кожною наступною планетою, яку вони зустрічали на своєму шляху, а орбіти самих планет віддалялися все далі. Цей процес тривав до тих пір, поки планетозималі не ввійшли в зону безпосереднього впливу Юпітера, після чого величезна гравітація цієї планети відправила їх на високоеліптичні орбіти або навіть викинула за межі Сонячної системи. Ця робота в свою чергу злегка зрушила орбіту Юпітера всередину. Об'єкти, викинуті Юпітером на високоеліптичні орбіти, сформували хмару Оорта, а тіла, викинуті Нептуном, сформували сучасний пояс Койпера і розсіяний диск. Даний сценарій пояснює, чому розсіяний диск і пояс Койпера мають малу масу. Деякі з викинутих об'єктів, включаючи Плутон, згодом увійшли в гравітаційний резонанс з орбітою Нептуна. Поступово тертя з розсіяним диском зробило орбіти Нептуна і Урана знову гладкими.
Причина, по якій Сатурн, Уран і Нептун рухалися зовні, в той час як Юпітер рухався всередину, полягає в тому, що Юпітер досить масивний, щоб викидати планетозималі за межі Сонячної системи, а ці три планети — ні. Для того, щоб викинути планету за межі системи, Юпітер передає їй частину своєї орбітальної енергії, і отже, наближається до Сонця. Коли Сатурн, Уран і Нептун викидають планетозималі зовні, ці об'єкти виходять хоч і на високоеліптичні, але все ж замкнуті орбіти, і таким чином, можуть повернутися до планет і повернути їм втрачену енергію. Якщо ж ці планети викидають планетозималі всередину системи, то це збільшує їхню енергію і змушує їх віддалятися від Сонця. І що ще більш важливо, об'єкт, викинутий цими планетами всередину, має більше шансів бути захопленим Юпітером і потім бути викинутим за межі системи, що назавжди закріплює зайву енергію, отриману зовнішніми планетами при «катапультуванні» цього об'єкта.
Вважається, що на відміну від зовнішніх планет, внутрішні тіла системи не зазнавали значних міграцій, оскільки після періоду гігантських зіткнень їхні орбіти залишалися стабільними.

### Пізнє важке бомбардування

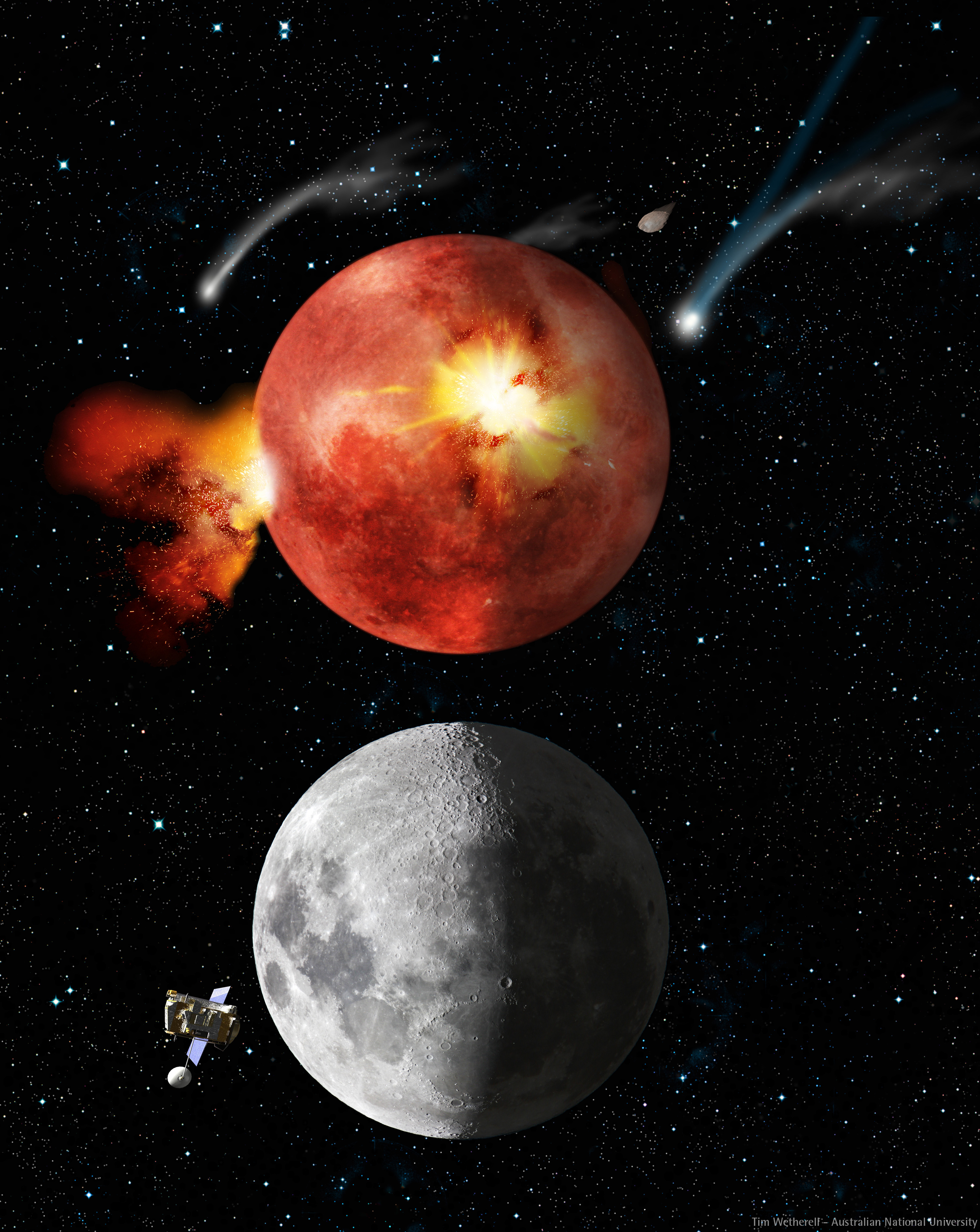
Художня ілюстрація Місяця під час Пізнього важкого бомбардування (вгорі) і нині (внизу).

Дослідження кратерів на Місяці і планетах земного типу дозволяє говорити про те, що через 600 мільйонів років після утворення Сонячної системи кількість зіткнень планет земної групи з дрібнішими об'єктами зросло. Ця аномалія отримала назву «пізнє важке бомбардування» (англ. Late Heavy Bombardment). Кількість планетезималей, які мали потрапити в навколоземний простір відповідно до моделі Ніцци, відповідає реальній кількості кратерів цього періоду на Місяці.
Пізнє важке бомбардування відбулось приблизно 4,1—3,8 млрд років тому. Впродовж нього Місяць (а також, ймовірно, внутрішні планети — Меркурій, Венера, Земля і Марс) пережили численні зіткнення із меншими небесними тілами, як вважається, із поясу астероїдів та/або поясу Койпера.
«Пізніми» описані події є лише відносно початкового періоду акреції; якщо ж порівнювати період «бомбардування» з геологічною історією Землі та загалом Сонячної системи, цей період є ще досить раннім в їх існуванні.
Гіпотеза базується на датуванні зразків місячного ґрунту, яке показало, що більшість розплавлених порід сформувалися в цей короткий проміжок часу. Існує декілька припущень щодо причин такого сплеску кількості астероїдів або комет у внутрішніх районах Сонячної системи. Модель Ніцци стверджує, в цей час газові гіганти здійснили орбітальну міграцію (зміна орбіти), що, зважаючи на їхню велику гравітацію, змінило орбіти небесних тіл поясу астероїдів та поясу Койпера таким чином, що вони перетиналися з орбітами внутрішніх планет.
З іншого боку, деякі дослідники стверджують, що пояснення аналізу місячних зразків зовсім не вимагає існування періоду масованого «бомбардування» астероїдами, а полягає в тому, що проби були відібрані з одного гігантського ударного кратера.
Комп'ютерне моделювання формування та еволюції Сонячної системи показало, що пізнє важке бомбардування відбувалося відразу після утворення планет 4,1—3,8 млрд років тому. Це узгоджується з моделлю Ніцци, за якою після формування Урана та Нептуна зміни їхніх орбіт призвели до дестабілізації орбіт астероїдів, скерувавши їх до внутрішньої частини Сонячної системи. Також модель передбачила, що потік астероїдів швидко виснажився, якраз до появи останнього гігантського кратера на Місяці.
Однак дослідження першої половини 2012 року поставили під сумнів однозначне визначення хронології завершення бомбардування, стверджуючи, що завершення масованих зіткнень астероїдів із Землею могло бути набагато пізнішим (передусім, через розміри), ніж із Місяцем. Автори дослідження зазначають, що кратери на Місяці з'являлися і після 3,9—3,8 млрд років тому. Є непрямі свідчення про такі ж сліди на Землі. В ході комп'ютерного моделювання автори припустили, що пояс астероїдів 4 млрд років тому був на відстані 1,7 а.о. від Сонця (нині — 2,1 а.о.), внаслідок чого ймовірність зіткнень об'єктів звідти з Землею була вдесятеро вища. Це означає, що бомбардування для Землі могло завершитися не 3,8 млрд, а 2 млрд років тому.
В межах іншого дослідження в давніх породах були знайдені свідчення зіткнень із астероїдами в період 3,5—2 млрд років тому. В ході аналізу геологічних зразків вчені дійшли до висновку, що великі астероїди потрапляли на Землю і після 3,8 млрд років тому, причому деякі з них були більшими за відомий Юкатанський метеорит, що впав на Землю 65 млн років тому і міг вплинути на вимирання динозаврів.
Отже, пізнє важке бомбардування могло відбуватися впродовж архейського еону, в період зародження та ранньої еволюції життя, зокрема, перших ціанобактерій та археїв і, таким чином, впливати на еволюцію перших організмів.

### Формування супутників
За сучасними уявленнями, є три механізми утворення супутників: з газопилового навколопланетного диску; захоплення небесних тіл, що пролітали поруч, гравітацією планети; та з уламків, які потрапили на орбіту планети після її зіткнення з небесними тілами.

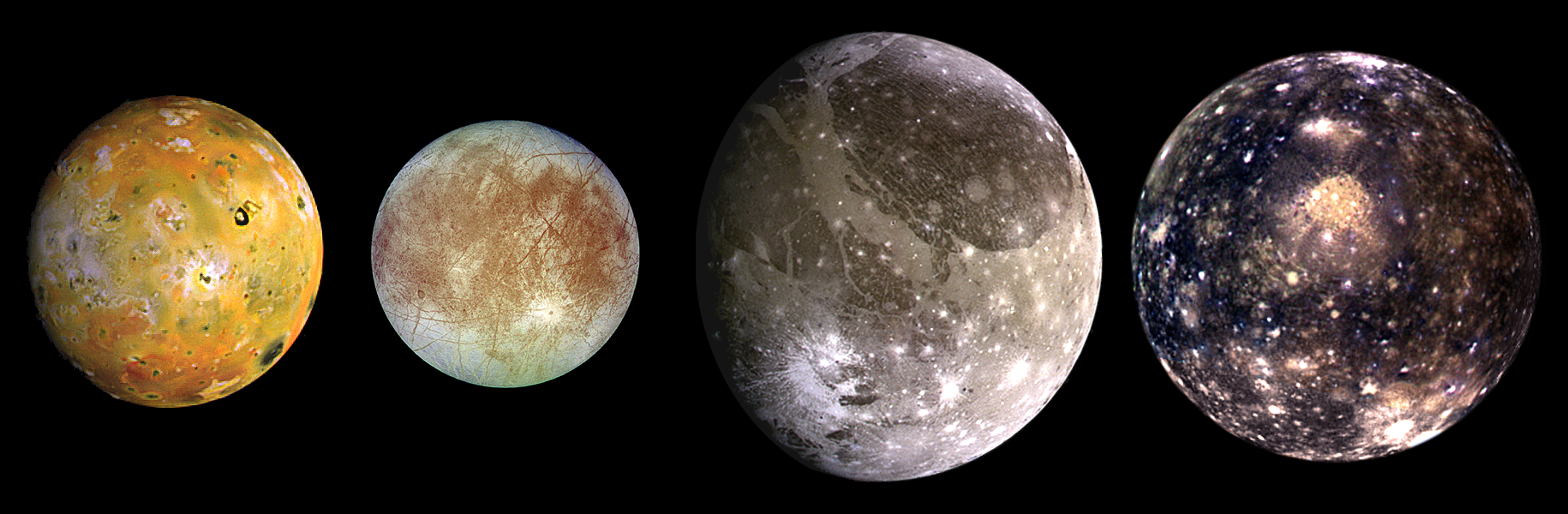
Галілеєві супутники Юпітера. Іо, Європа, Ганімед, Каллісто

Супутники сформувалися з речовини газопилового диска, що оберталися навколо планети на ранніх стадіях формування Сонячної системи; їхні кількість і розміри залежать від того, наскільки швидко диски розширювалися, виходячи з-під дії сили планетарної гравітації.

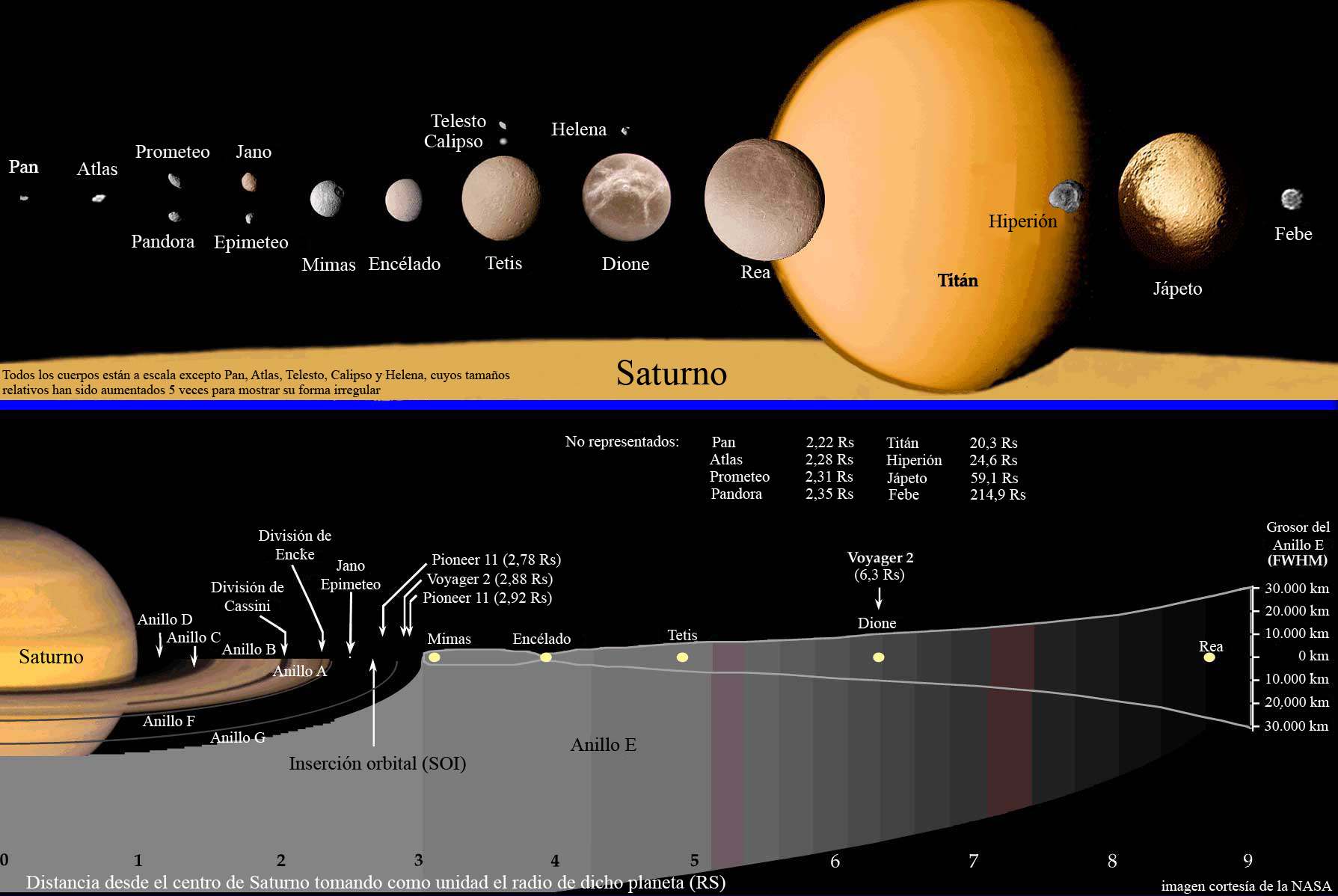
Сатурн, його кільця та супутники

Вважається, що супутники газоподібних планет-гігантів сформувалися з газопилового навколопланетного диску, як тільки за його розширення речовина потрапляє поза межу Роша. За цього залишається незрозумілим, як у деяких планет, наприклад, Юпітера, могли утворитися кілька супутників, «зовнішні» з яких обертаються на орбітах, що лежать далеко за межею Роша.
Вважається, що розширення навколопланетних дисків могло відбуватися дискретно, а розмір чергового супутника визначався кількістю викинутої за межу Роша речовини. «Старі» супутники поступово віддалялися від планети, даючи місце новим.
Крім цього, вчені дійшли висновку, що механізм утворення супутників з навколопланетного диску універсальний і підходить не тільки для газоподібних планет-гігантів, а й для планет земного типу. На думку авторів, кожна планета Сонячної системи на ранніх етапах розвитку мала навколо себе газопиловий диск, схожий з кільцями Сатурна. Кількість супутників, що утворилися, залежала від швидкості розширення диска, яка визначається силою гравітаційної дії планети і масою речовини самого диска.

## Сучасна стадія

### Довготривала стійкість
Загалом Сонячна система є хаотична і ніхто поки що не може передбачити орбіту та положення планет та інших астрономічних об'єктів на великий проміжок часу вперед (так званий час Ляпунова). Теоретично це можливо обчислити за таких умов:
- всі закони механіки відомі;
- у диференціальних рівняннях, що описують рух планет, враховані всі взаємозв'язки й збурення (у Сонячній системі їх налічується близько 20 тисяч);
- відомо, як утворилася та розвивалася Сонячна система.

Сонячна система вже близько 4 млрд років перебуває на стадії довготривалої стійкості. Сонячна система є стійкою в тому сенсі, що ніяка з планет не може зіткнутися з іншою або бути викинутою за межі системи в найближчі кілька мільярдів років. Щоправда, ця теза не є беззаперечною. Наприклад через 5 млрд років ексцентриситет Марса може зрости до значення 0,2. Тоді орбіта Марса може перетнутися з орбітою Землі.
Ще більш непередбачуваною є орбіти системи Нептун — Плутон. Для цієї системи час Ляпунова становить 20 млн років. Орбіти цих планет перебувають у резонансі 3:2. І хоча цей резонанс і збережеться, ніхто не може передбачити положення планет на цей період часу. Це ж стосується системи Землі — Місяць, для якої час Ляпунова становить 1,5—4,5 млрд років.
У 90-х роках проводилися чисельні розрахунки поведінки зовнішніх планет Сонячної системи на інтервалі часу в мільярди років. Результати різних дослідників були суперечливі й показували, як хаотичний, так і регулярний рух планет. Хаотичний рух тут не означає помітної зміни орбіт. Він означає лише, що не можна точно передбачити положення планети на орбіті через інтервал часу, більший за певне значення. Пізніший аналіз цих даних показав, що із застосуванням одного і того ж методу варіюванням лише початкових умов (у межах похибок спостереження) можна отримати як хаотичний, так і регулярний рух. Так що не можна сказати, який характер має рух зовнішніх планет Сонячної системи.
Для внутрішніх планет чисельні розрахунки дають хаотичність їх положення на орбіті. Крім того, особливою проблемою є Меркурій, який, резонансно взаємодіючи з Юпітером, може істотно змінювати свою орбіту. В одному з останніх досліджень моделювання проводилося на інтервалі часу порядку мільярдів років і розраховувалося 2500 варіантів з орбітою Меркурія, яка змінюється з кроком 0,38 мм (зараз похибка її вимірювань порядку метрів).
Серед цих варіантів виявлено 20 розв'язків, де орбіта Меркурія набуває достатнього ексцентриситету для перетину з орбітами Венери, Землі і Марса. Серед цих орбіт є такі, коли Меркурій упаде на Сонце, зіткнеться з іншими внутрішніми планетами або дестабілізує їхні орбіти так, що вони зіткнуться одна з одною.

## Майбутнє
За оцінками астрономів Сонячна система не буде зазнавати екстремальних змін доти, поки Сонце не витратить запаси водневого палива. Ця подія покладе початок переходу Сонця із зорі головної послідовності в фазу червоного гіганта. Однак і в фазі головної послідовності зірки Сонячна система продовжуватиме еволюціонувати. Упродовж наступних 6,5 млрд років світність Сонця зростатиме. Це буде впливати на геологію та атмосферу планет. Крім того, планети будуть набирати масу внаслідок акреції речовини, а внутрішні планети втрачатимуть леткі речовини через малу масу планет. Планети-гіганти навпаки будуть захоплювати ці речовини, а також водень та гелій, що залишатимуть Сонце на пізніх стадіях еволюції, що призведе до зростання інтенсивності атомних реакцій всередині цих планет.

### Майбутнє Сонця
Наразі Сонце витратило близько половини водню — палива, що дає енергію для життя зорі. В даний час точно визначено, що вміст водню в масі Сонця становить 36,3 %, замість 70,6 %, які складали його масу на період народження з протосонячної хмари.
Перебіг термоядерних реакцій у його центральних областях відбувається за температур 15—16 млн градусів. У центрі Сонця наявний величезний тиск (~ 100 млрд атм.) і це дозволяє зберегти рівновагу зорі в протистоянні з силами гравітації. Процеси боротьби гравітації й тиску, збалансовані протягом мільярдів років, так чи інакше закінчаться перемогою гравітації внаслідок вичерпання термоядерної енергії в його надрах. Області, в яких відбувається термоядерний синтез на Сонці, постійно розширюються і, відповідно, неминуче зростає загальна світність Сонця. За розрахунками наступні 6,5 мільярда років його загальна світність буде рости прямо пропорційно часу і наприкінці становитиме 170 % від сучасної світності. Коли в центрі Сонця термоядерні реакції припиняться, почнуться нові процеси протиборства між його ядром і зовнішніми шарами. У результаті стиснення його ядра підвищиться концентрація залишків водню, що ще не вступив у термоядерну реакцію, і почнеться новий бурхливий цикл реакцій, внаслідок чого ядро Сонця знову розшириться.
Після досягнення Сонцем віку в 7,5 мільярда років воно різко збільшиться в розмірах і перейде в фазу червоного гіганта. Його діаметр стане більшим за нинішній приблизно в 160 разів (~ 225 млн км), що більше за розмірами, ніж діаметр орбіт Меркурія і Венери. Оболонка цього Сонця матиме температуру близько 3000 °C. Поверхневі маси газів будуть досить швидко розсіюватися і, таким чином, буде втрачена значна маса. Така фаза існування Сонця триватиме кілька десятків мільйонів років. Центр Сонця буде являти щільну, розпечену кулю, яка порівняно швидко розігріється до 100 млн градусів, і рівень температур у його ядрі подолає поріг початку термоядерних реакцій гелію. Перетворення гелію на вуглець забезпечуватиме нашу зорю енергією протягом ще тривалого часу. На цій фазі Сонце перейде в стан білого карлика, і зменшившись в 10 разів в розмірах, збільшить свою світність у 40—50 разів[джерело?]. Фаза «випалювання» гелію триватиме приблизно 100—150 млн років.
У той момент, коли запаси гелію і залишків водню закінчаться, повториться бурхливе розширення Сонця, і воно знову стане червоним гігантом. Зона горіння гелію пересунеться ближче до периферії. Світило, в яке перетвориться Сонце, втратить стабільність: почнуться окремі спалахи, що відбуваються від того, що в ядерну реакцію включаться не порушені раніше залишки гелію. Світність буде то різко зростати, то падати — таке показують спостереження за іншими зорями. В окремих випадках світність буде зростати більш ніж у 5000 разів від сучасного рівня. Це прикінцевий акт вмирання малих і середніх за розміром зір. Надалі буде посилюватися сонячний вітер (розсіювання газів зоряної оболонки).
Через кілька тисяч років від червоного гіганта залишиться лише маленьке гаряче ядро, і приблизно через 75 000 років наша зоря знову буде в стадії білого карлика, який поступово остигає. Залишок маси становитиме близько 50 % від тієї, що Сонце має зараз, а його діаметр зменшиться до 80 000 кілометрів (менше діаметра Сатурна). Густина речовини на Сонці досягне двох мільйонів тонн в кожному кубічному сантиметрі. Вся історія нашого Сонця займе період часу 12,4 мільярда років. Протягом наступних двох мільярдів років, внаслідок охолодження білого карлика, на який перетвориться Сонце, вуглець у його ядрі кристалізується, перетворюючись на велетенський алмаз[відсутнє в джерелі]. Врешті, білий карлик, повільно охолоджуючись за мільярди і трильйони років, припинить випромінювати в космічний простір світло, потім інфрачервоне випромінювання і радіохвилі.

### Майбутнє внутрішніх планет
Меркурій через близькість до Сонця першим зазнає значних змін. У результаті розширення Сонця Меркурій буде сильно розігріватися, а коли Сонце стане червоним гігантом, планета взагалі буде поглинена поверхневими шарами зорі й зникне. Схожа доля спіткає і Венеру, хоча планета не буде поглинена Сонцем на етапі червоного гіганта, проте перетвориться в розпечену пустелю без атмосфери. Попри збільшення радіуса орбіти Венери в майбутньому, температури на її поверхні перевищать 2000 °C і гірські породи, що складають її поверхню, зазнають значного оплавлення і навіть деякого випаровування. Після перетворення Сонця на білого карлика Венера буде являти собою мертве замерзле тіло.
Що стосується Землі, то з плином часу вона теж стане непридатною для життя внаслідок збільшення світності Сонця. Поверхня нашої планети сильно нагріється сонячним випромінюванням, у результаті чого все живе на Землі поступово (через 3 мільярди років[відсутнє в джерелі]) вимре. Коли Сонце досягне фази червоного гіганта, Земля (як і Венера), не припинить існування, проте її поверхню являтиме собою розпечену пустелю, атмосфера ж буде зірвана сонячним вітром. При входженні Сонця у фазу білого карлика, Земля почне поступово охолоджуватись і в підсумку повністю зануриться в пітьму.
Через 2,5 млрд років Марс перетвориться на теплу, вологу і досить комфортну планету. Планета перебуватиме приблизно за 2,9 а.о. від Сонця. Температура на Марсі дещо підніметься, що розтопить лід па полюсах. Атмосфера збагатиться водяною парою та киснем, що зберігається у ґрунті. Проте після входження Сонця у стадію червоного гіганта, Марс спіткає доля інших планет: спочатку він перетвориться на гарячу пустелю, а коли Сонце перетвориться на білого карлика — планета замерзне.

### Майбутнє зовнішніх планет
Юпітер, маючи потужну гравітацію, збільшить свою масу шляхом акреції пилу та газу із космосу. Крім того, він буде захоплювати гелій та водень, що покинули Сонце. Як наслідок в ньому відбуватимуться інтенсивні атомні реакції, його температура виросте, що дасть змогу Юпітеру стати карликовою зіркою. Іо увійде у межу Роша, гравітація Юпітера його розірве і він перетвориться на систему кілець, що буде потужнішою за кільця Сатурна. Всі супутники Юпітера сильно прогріються. Європа перетвориться на суцільний океан із атмосферою. Ганімед і Каллісто будуть вкриті океаном та численними великими островами. Вони будуть вкриті атмосферою із помірним кліматом. Такий клімат на супутниках Юпітера збережеться кілька сотень мільйонів років, поки вони не будуть висушені на пізніх стадіях еволюції Сонця.
Сатурн також дещо наростить свою масу внаслідок акреції. Вважається, що через 300—400 млн років кільця Сатурна зруйнуються, а речовина із них буде захоплена планетою та її супутниками. Серед дослідників є й інша думка, що кільця можуть самовідновлюватися шляхом захоплення пилу та газу з космосу. У такому випадку кільця можуть проіснувати ще 4—5 млрд років. Внаслідок збільшення світності Сонця Сатурн дуже розігріється, а сонячний вітер частково видме з планети леткі речовини (водень, гелій), проте збагатить важчими елементами (вуглець). На супутниках також значно підвищиться температура. Лід на Титані розтане, що перетворить планету на оазу із океаном та островами з помірним кліматом. Через сотні мільйонів років, коли Сонце досягне стадії червоного гіганта, температура на Титані сягне сотень градусів, що випарує всю воду на планеті[відсутнє в джерелі].
У загальних рисах майбутнє системи Урана виглядає наступним чином: зростання світності Сонця прогріє супутники Урана і саму планету настільки, що на крижаних супутниках Урана відновляться активні вулканічні процеси подібні до тих процесів, які відбудуться в інших супутникових системах планет-гігантів. Ймовірно, що на деяких великих супутниках утворяться відносно щільні атмосфери та рідка вода. В атмосфері Урана внаслідок сильнішого прогріву посилиться турбулентність і вигляд його атмосфери буде нагадувати атмосферу сучасного Юпітера. Надалі за сильного розширення Сонця Уран втратить значну частку водню і гелію з атмосфери і через нагрівання являтиме собою планету, вкриту глобальним водним океаном і хмарами з водяної пари. Ймовірно що деякий час (сотні мільйонів років) на поверхні Урана можуть бути реалізовані умови для існування життя. На пізній стадії розширення Сонця Уран буде отримувати таку кількість енергії, що температури в його атмосфері значно перевищать точку кипіння води і, подібно до майбутніх Юпітера і Сатурна, Уран стане справжньою «паровою лазнею»[джерело?].
Розширення Сонця і внутрішні процеси системи Нептуна помітно перетворять Нептун і його супутники. Атмосфера Нептуна на пізніх стадіях розширення Сонця буде значно турбулентнішою, ніж у нинішній час, і буде нагадувати атмосферу Юпітера. Орбіта Нептуна в результаті зменшення гравітації Сонця збільшиться, і деякий час рівень сонячної енергії в околицях Нептуна буде близький до сонячної постійної на Землі. Також імовірно, що істотно прогрітий Сонцем Нептун матиме на своїй поверхні океан досить теплої води, а атмосфера Нептуна на пізніх стадіях розширення Сонця втратить значну частину водню, в тому числі в результаті фотохімічного розпаду вуглеводнів, аміаку і води. Є гіпотеза, що припливна взаємодія Нептуна і Тритона сильно розігріває Нептун, завдяки чому Нептун виділяє значно більше тепла ніж Уран, і в результаті цього процесу Тритон має ретроградну орбіту й поступово наближається до Нептуна. За приблизними розрахунками Тритон досягне межі Роша Нептуна через 1,4—3,5 млрд років і його розірве на частини. В результаті з уламків Тритона утвориться кільце навколо Нептуна, що буде значно потужнішим ніж кільця Сатурна[джерело?].

### Плутон та пояс Койпера
У майбутньому за розширення і входження Сонця в фазу червоного гіганта в областях орбіти Плутона і в Поясі Койпера буде досить сонячної енергії для існування великої кількості рідкої води на поверхні далеких планет і наявності щільних атмосфер. Втрата Сонцем своєї маси в цей період часу створить умови для плавного збільшення радіусів орбіт транснептунових об'єктів. Водночас яскравість Сонця зростатиме. Ці два ефекти якийсь час будуть забезпечувати досить стабільні умови освітленості та температури на поверхні зовнішніх планет. Цей період триватиме близько 100 млн років, і попри те, що радіуси орбіт об'єктів поясу Койпера будуть більшими, ніж у нинішній час, зростаюча яскравість Сонця забезпечить досить рівномірний нагрів цих ділянок Сонячної системи. Надалі темпи зростання яскравості Сонця обженуть темпи збільшення радіусів орбіт, і умови на поверхні Плутона і цілої низки об'єктів Пояса Койпера стануть нестерпними для комфортного проживання, оскільки температури зростуть значно вище точки кипіння води. Крім того, пізні стадії фази червоного гіганта будуть супроводжуватися сильними спалахами, і яскравість Сонця часом перевищуватиме нинішній рівень більше ніж у 5000 разів.